# هارون مؤنس
هارون مؤنس هو رجل دين شيعي ادعى من على موقعه الرسمي (الذي تم غلقه) أنه تحول إلى أهل السنة والجماعة في شهر ديسمبر 2014 قبل حادث أزمة الرهائن في سيدني عام 2014 بأيام (في الاسبوع الذي سبق الحادث) (بحسب صحف the Guardian، BBC ، و New York Times). خرج هذا الشخص عام 1996 من إيران وحصل على اللجوء السياسي في أستراليا، وقد اتهم بقتل زوجته السابقة، كما انه كان متهما عام 2002 بـ50 حالة اعتداء جنسي، إلا أن لجوءه السياسي لم يتم إلغاؤه، وتمكن من الحصول على الجنسية الأسترالية.
أدانت المتحدثة باسم الخارجية الإيرانية مرضية أفخم وأعربت عن استغرابها لبث أخبار غير دقيقة وناقصة حول هذا اللاجئ الإيراني، وقالت: إن ماضي هذا الفرد ووضعه النفسي، حيث لجأ إلى أستراليا قبل أكثر من عقدين، قد تم طرحه مع المسؤولين الأستراليين، وقد كان وضعه واضحا للمسؤولين المعنيين هناك تماما.) أسترالي أصله من إيران من مدينة بروجرد.
ولد باسم محمد حسن منطقي (بروجردي) في إيران حيث يقال أنه كان يحمل درجة آية الله (درجة دينية عند الشيعة)، وأدى تفسيره الليبرالي للإسلام إلى احتجاز زوجته وأولاده. لكن، المجلس الإسلامي الشيعي الاعلى في أستراليا لا تعتبره رجل الدين الشرعي. هرب من إيران إلى أستراليا في عام 1996 كلاجئ، وغير اسمه إلى مان هارون مونيس.
في يوم 16 ديسمبر عام 2014، ذُكر هارون في تقارير وسائل الإعلام باعتباره الشخص الذي نفّذ عملية احتجاز الرهائن في مقهى يندت في سيدني.

## حالة الاعتداء الجنسي
في 14 مارس\آذار عام 2014، ألقي القبض على هارون ووجهت إليه تهمة الاعتداء الجنسي والتصرف غير المحتشم بشابة ذهبت إليه بغرض الاستشاراة، في نيو ساوث ويلز، بغرض "الشفاء الروحي"، بعد أن رأت اعلانا في صحيفة محلية. ادّعى هارون أنه كان خبيراً في «علم التنجيم، والأعداد، والتأمل والسحر الأسود».